# Nataliya Tymochkina
Nataliya Tymochkina (en ukrainien : Наталія Леонідівна Шерстюк-Тимошкіна, en russe : Наталія Леонідівна Шерстюк-Тимошкіна et alors transcrit Natalia Timochkina), née Nataliya Tcherstiouk le 25 mai 1952, est une handballeuse soviétique des années 1970 et 1980 évoluant au poste de gardienne de but.
Sélectionnée en équipe nationale soviétique, elle y est sacrée championne olympique en 1976 et en 1980. En clubs, elle a notamment évolué plus de 10 ans au Spartak Kiev, le meilleur club européen de l'époque.

## Palmarès

### En équipe nationale
Jeux olympiques
- Médaille d'or aux Jeux olympiques 1976 à Montréal
- Médaille d'or aux Jeux olympiques 1980 à Moscou

Championnats du monde
- Médaille d'argent au Championnat du monde 1978
- Médaille d'argent au Championnat du monde 1975
- Médaille de bronze au Championnat du monde 1973

### En club
- Coupe des clubs champions
  - Vainqueur (8) : 1970[1], 1971[2], 1972[3], 1973[4], 1975[5], 1977[6], 1979[7], 1981[8]
  - Finaliste (1) 1974[9]
- Vainqueur du Championnat d'URSS (11) : 1969-1975, 1977, 1979-1981[10]

### Distinctions individuelles
- élue meilleure gardienne de but du Championnat du monde 1978